# Rio Codru
O Rio Codru é um rio da Romênia, afluente do Almaş, localizado no distrito de Hunedoara.